# 陳天清
陳天清（1615年—1689年），字如水，河南省歸德府柘城縣人，清朝政治人物、進士出身。
顺治二年，鄉試中舉；順治六年，登進士，改直隸順德府平鄉縣知縣。任工部都水司主事，督理兩窯。順治十六年，提督南河漕務。康熙二年，任光祿寺珍羞署署正。著有《家訓》3卷、《詩經家訓》、《四書家訓》、《天官紀略》、《北曲六種》等。